# Курт Бломе
Фрідріх Людвіг Курт Бломе (нім. Friedrich Ludwig Kurt Blome; 31 січня 1894, Білефельд — 10 жовтня 1969, Дортмунд) — німецький лікар. Займався вивченням раку і біологічної зброї.

## Біографія
Учасник Першої світової війни. У 1921 році після закінчення медичної освіти представив дипломну роботу «Про поведінку бактерій при впливі електричного струму» (нім. Über das Verhalten von Bacterien im electrischen Strom).
У 1922 році вступив в НСДАП. У 1931 році стає також членом СА і керівником санітарної бригади. У 1931 році відкриває в Ростоку клініку шкірних і венеричних захворювань. У 1936 році стає членом рейхскомітета щодо захисту німецької крові (нім. Reichsausschuß zum Schutze des deutschen Blutes). У 1939 році він стає заступником керівника націонал-соціалістичного союзу лікарів і генералом лікарської служби. 29 серпня 1939 року, за два дні до вторгнення німецьких військ до Польщі, стає заступником міністра охорони здоров'я Третього рейху Леонардо Конті. У жовтні 1939 року починає випускати щомісячну газету «Мета і шлях. Охорона здоров'я »(нім. Ziel und Weg. Die Gesundheitsführung). З 1940 року очолює імперський дослідницька рада (ньому. Reichsforschungsrat) з питань спадкової і расової чистоти
У 1942 році виступив проти плану знищення 35000 поляків, хворих на туберкульоз.
З 30 квітня 1943 року Бломе стає головним уповноваженим по програмі дослідження раку. Згідно Ернсту Клеє, ця посада була лише прикриттям програми з розробки біологічної зброї.
У 1944 році Бломе стає членом наукового дорадчого штабу Карла Брандта.
На останніх виборах Третього рейху був обраний членом Рейхстагу.
Після закінчення Другої світової війни Бломе був заарештований, постав перед судом на Нюрнберзькому процесі над лікарями, на якому 20 серпня 1947 року був виправданий. З 1948 року знову починає працювати лікарем дерматологом і урологом в Дортмунді.
Згідно монографії Герхардта Гайслера, під керівництвом Бломе проводилися випробування біологічної зброї на людях. Виправдання Бломе на Нюрнберзькому процесі над лікарями він пов'язує з тим, що вже через два місяці він був допитаний в Кемп-Девіді щодо розробок біологічної зброї. З 1951 року Бломе стає співробітником Хімічного корпусу армії США (англ. U.S. Army Chemical Corps).

## Нагороди
- Залізний хрест 2-го і 1-го класу
- Лицарський хрест королівського ордена дому Гогенцоллернів з мечами
- Нагрудний знак «За поранення» в золоті
- Почесний хрест ветерана війни з мечами
- Золотий партійний знак НСДАП